# Secretaría de Estado de Migraciones
La Secretaría de Estado de Migraciones (SEM) de España es el órgano superior del Ministerio de Inclusión, Seguridad Social y Migraciones encargado de elaborar y desarrollar la política del Gobierno de la Nación en materia de extranjería, inmigración y emigración.

## Historia

### Antecedentes
Desde su inicio y su expansión mundial, España siempre ha sido un país que ha recibido y enviado grandes cantidades de población. Por este motivo, la mayor parte de la población sudamericana y, en menor medida, la población norteamericana, posee ascendencia española.
Eso ha provocado que una cultura y un idioma comunes vinculen a decenas de países de todo el mundo, no solo a países de América Latina sino también a países asiáticos como Filipinas, países africanos como Marruecos o Guinea Ecuatorial y países de América del Norte como Estados Unidos y Canadá.
No está claro cuándo los temas migratorios ocuparon un lugar central dentro de la administración española, aunque hay evidencia de que en 1882 se creó una sección dentro del Ministerio de Fomento destinada a estos asuntos. Antes de esto, hay documentos que prueban que el Ministerio del Interior, el Ministerio de Marina y el Ministerio de Ultramar se encargaban de supervisar las migraciones en la España peninsular y en los territorios españoles en América, África, Asia y Oceanía, y que también había comisiones parlamentarias para discutir asuntos sobre migración.
En la década de 1920, el Ministerio de Trabajo asumió las competencias sobre inmigración y emigración que aún se mantienen. Durante la dictadura de Francisco Franco, en 1956, se creó el Instituto Español de Emigración para controlar la emigración de la población española, intentando dirigirla a países con vínculos culturales como los sudamericanos. Esto se hizo mediante la recopilación de información laboral en el extranjero para ofrecer a los españoles empleos más atractivos en este tipo de países.
En 1985, el Instituto se transformó en una dirección general llamada Dirección General del Instituto Español de Emigración. El nombre de esta dirección se cambió en 1991 a Dirección General de Migración, un nombre más preciso porque desde 1985 esta dirección tenía competencias no solo sobre la emigración, sino también sobre todo tipo de migraciones.
En definitiva, las competencias sobre las migraciones siempre han sólido estar adjudicadas a un órgano con nivel de dirección general, sin embargo, en 1993 las competencias en inmigración fueron transferidas directamente de la Dirección General de Migraciones al Ministerio de Asuntos Sociales y entre 1996 y 1997, las competencias en migraciones estaban asumidas por la Dirección General de Trabajo y Migraciones.

### Secretaría de Estado
El año 2000 supuso un gran cambio para la política migratoria, que se estableció como una política prioritaria del Gobierno. Así, estas competencias se transfirieron al Ministerio del Interior, y se creó para gestionarlas la Delegación del Gobierno para la Extranjería y la Inmigración, con rango de Secretaría de Estado. Como órgano de asistencia, tenía la Dirección General de Extranjería e Inmigración.
Con el cambio de Gobierno del año 2004, estas políticas siguieron siendo prioritarias, pero se regresaron al Ministerio de Trabajo. Entonces, la Delegación del Gobierno para la Extranjería y la Inmigración se transformó en la Secretaría de Estado de Inmigración y Emigración, y en ella dependían tres direcciones generales: Dirección General de Inmigración, Dirección General de Emigración y Dirección General de Integración de los Inmigrantes. Para recortar gasto público, en 2011 fue reemplazada por la Secretaría General de Inmigración y Emigración, que gestionó directamente estas competencias hasta el verano de 2018, cuando se restableció el órgano superior, ahora llamado Secretaría de Estado de Migraciones, siendo la Secretaría General de Inmigración y Emigración uno de sus órganos directivos.
En 2020, la Secretaría General de Inmigración y Emigración fue suprimida, pasando a depender directamente de la Secretaría de Estado todos los órganos directivos de ésta. Al mismo tiempo, la Secretaría de Estado se integró en el nuevo Ministerio de Inclusión, Seguridad Social y Migraciones. Apenas sufrió grandes cambios, pues el Observatorio Permanente de la Inmigración pasó a inscribirse a la Secretaría General de Objetivos y Políticas de Inclusión y Previsión Social.
En 2021 la Dirección General de Inclusión y Atención Humanitaria se transformó en la Dirección General de Programas de Protección Internacional y Atención Humanitaria y a la Secretaría de Estado se le añadieron dos subdirecciones generales más, una de Análisis Migratorio y otra de Régimen Jurídico. En 2022, la Dirección General de Programas de Protección Internacional y Atención Humanitaria se dividió en dos: por una parte, la Dirección General de Atención Humanitaria e Inclusión Social de la Inmigración y por otra la nueva Dirección General de Gestión del Sistema de Acogida de Protección Internacional y Temporal. Esto se debió en gran medida al drástico aumento de solicitantes de protección internacional de refugiados Ucranianos tras la invasión Rusa de Ucrania.
A finales de 2023 se nombró un nuevo titular, Elma Saiz, y se reorganizó parcialmente el Departamento. En este sentido, se suprimió la Dirección General de Gestión del Sistema de Acogida de Protección Internacional y Temporal que había sido creada en marzo de 2022, volviendo sus funciones a la Dirección General de Atención Humanitaria, y se creó una Dirección General de la Ciudadanía Española en el Exterior y Políticas de Retorno. También, se renombró la Dirección General de Migraciones como Dirección General de Gestión Migratoria, que asumió las funciones de la Secretaría de Estado relativa a gestión económica y de fondos europeos.
En julio de 2025 pasó a depender directamente del secretario de estado la Subdirección General de Coordinación y Seguimiento de Fondos Europeos de la Subsecretaría, que se renombró como Subdirección General de Gestión Económica, Fondos Europeos y Contratación.

## Estructura
La Secretaría de Estado tiene como órganos directivos a:
- La Dirección General de Gestión Migratoria.
- La Dirección General de Atención Humanitaria y del Sistema de Acogida de Protección Internacional.
- La Dirección General de la Ciudadanía Española en el Exterior y Políticas de Retorno.
- La Subdirección General de Régimen Jurídico, a la que le corresponde, en coordinación con la Secretaría General Técnica, la elaboración de proyectos normativos e instrucciones de ámbito migratorio, así como la asistencia técnica en materia de derecho europeo migratorio y representación del Ministerio en foros internacionales y europeos sobre la materia.
- La Subdirección General de Gestión Económica, Fondos Europeos y Contratación, a la que le corresponde gestionar, en el ámbito de la Secretaría de Estado, todo lo relativo a contratación pública, presupuestos y gastos, fondos europeos y gestion económica general.
- El Observatorio Español del Racismo y la Xenofobia, a quien le compete recopilar y analizar información sobre racismo y xenofobia, así como promocionar el principio de igualdad de trato y no discriminación y la lucha contra el racismo y la xenofobia.

Además, posee un Gabinete para la asistencia inmediata al Secretario de Estado.

### Órganos adscritos
- El Consejo General de la Ciudadanía Española en el Exterior.
- La Comisión Interministerial de Extranjería.
- La Comisión Laboral Tripartita de Inmigración.
- El Observatorio Permanente de la Inmigración.
- El Foro para la Integración Social de los Inmigrantes.

## Presupuesto
La Secretaría de Estado de Migraciones tiene un presupuesto asignado de 814 509 100 € para el año 2023. De acuerdo con los Presupuestos Generales del Estad para 2023, la SEM participa en tres programas:
| N.º Programa                                                | Programa                                                                | Dotación      | Ref.   |
| ----------------------------------------------------------- | ----------------------------------------------------------------------- | ------------- | ------ |
| 231B                                                        | Acciones en favor de los emigrantes                                     | 60 502 190 €  | [ 18 ] |
| 231H                                                        | Acciones en favor de los inmigrantes                                    | 750 626 820 € | [ 19 ] |
| 291M                                                        | Dirección y Servicios Generales de Seguridad Social y Protección Social | 3 380 090 €   | [ 20 ] |
| Total presupuesto de la Secretaría de Estado de Migraciones | Total presupuesto de la Secretaría de Estado de Migraciones             | 814 509 100 € |        |

## Titulares

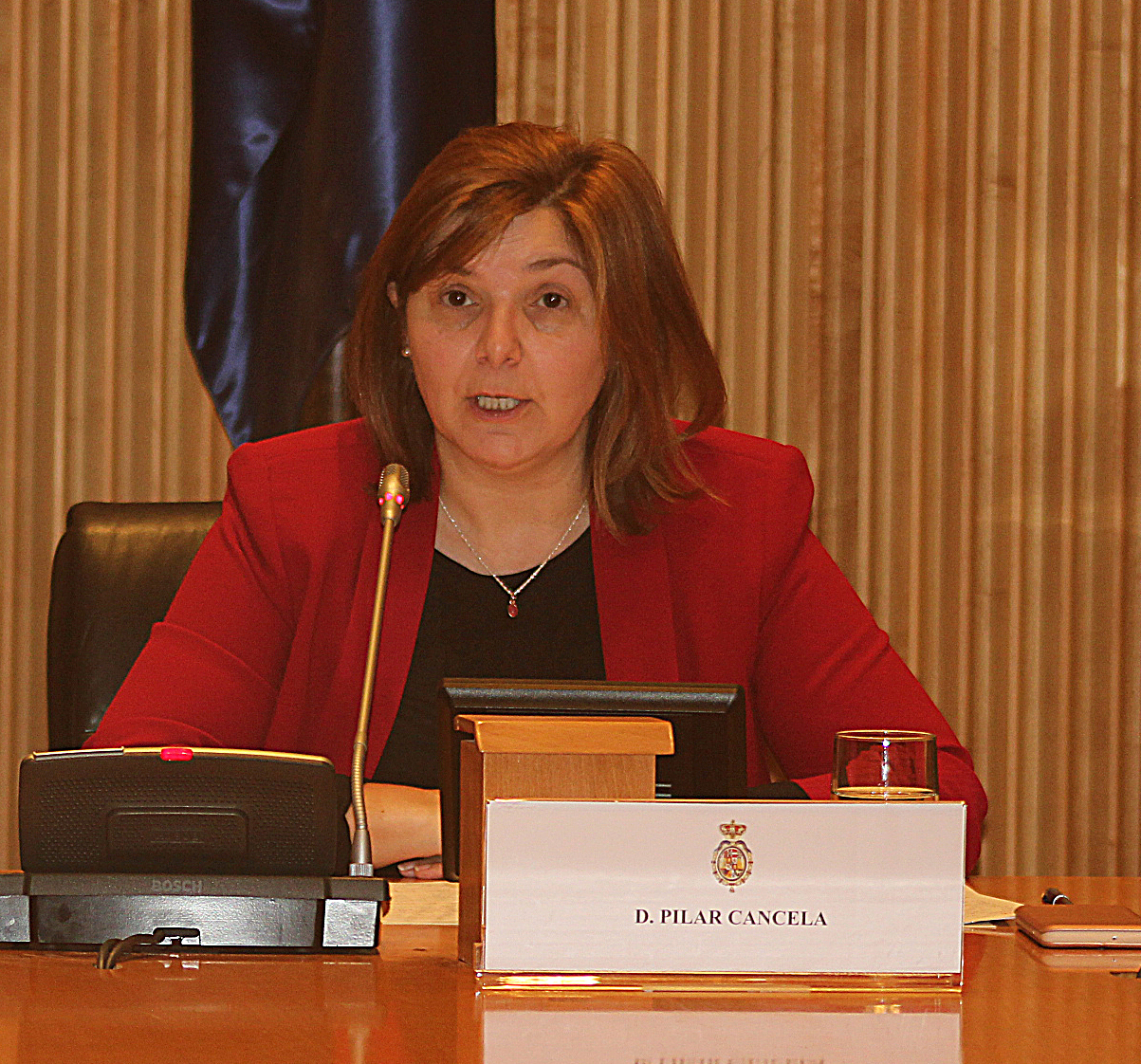
Pilar Cancela, secretaria de Estado.

- Enrique Fernández-Miranda y Lozana (13 de mayo de 2000-20 de julio de 2002)
- Ignacio González González (20 de julio de 2002-22 de noviembre de 2003)
- Gonzalo Robles Orozco (22 de noviembre de 2003-20 de abril de 2004)
- Consuelo Rumí (20 de abril de 2004-27 de febrero de 2010)
- Anna Terrón i Cusí (27 de febrero de 2010[21] -31 de diciembre de 2011)
- Consuelo Rumí (19 de junio de 2018-30 de enero de 2020)[22]
- Hana Jalloul (30 de enero de 2020-31 de marzo de 2021)[23]
- Santiago Antonio Yerga Cobos (31 de marzo de 2021-7 de abril de 2021). Interino por vacancia del Secretario de Estado como director general de Migraciones.
- Jesús Javier Perea Cortijo (7 de abril de 2021-28 de junio de 2022)[24]
- Isabel Castro Fernández (28 de junio de 2022-6 de diciembre de 2023)[25]
- Pilar Cancela Rodríguez (6 de diciembre de 2023-presente)[26]